# Sagen über Rudolf von Habsburg
Sagen über Rudolf von Habsburg sind Sagen, Mythen, volkstümliche Erzählungen, Anekdoten oder Balladen aus dem süddeutschen und alemannischen Raum. Sie sind vor dem historischen Hintergrund des Rudolf von Habsburg entstanden. Sie enthalten zum Teil fantastischen, anekdotischen und meist religiösen Inhalt. Manche der Sagen gibt es in unterschiedlichen Fassungen. Oswald Redlich betonte in einem Vortrag: Es gibt fast ein halbes Hundert solcher Geschichten über Rudolf von Habsburg, ja um die Zeit von 1320(=1820?) ist ein eigenes Büchlein heiterer Anekdoten über König Rudolf verfaßt worden.

## Beispiele (Auswahl)

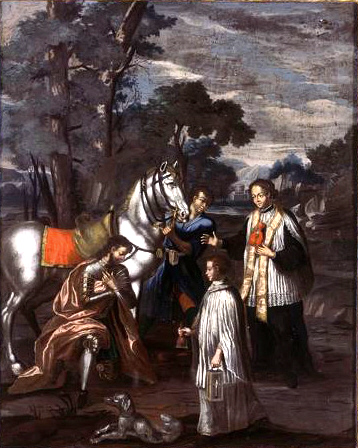
Hinterglasgemälde Rudolf von Habsburg mit dem Priester

### Rudolf von Habsburg und der Priester von Ibach
In der Schneeschmelze im Frühjahr des Jahres 1268 führte der Ibach nach einem schneereichen Winter Hochwasser. In dieser Zeit lag der Zellbrühlbauer im Sterben. Durch das Hochwasser war der Steg über den Ibach weggerissen und der Priester von Ibach konnte nicht zu ihm, um ihn zu versehen. Ein Hinüberkommen erschien unmöglich. Da kamen zwei Reiter herbei. Es waren Graf Rudolf und sein Knecht, die auf der Jagd waren. Graf Rudolf stieg vom Pferd und gab es dem Priester, damit er über den Bach setzen konnte. So kam er dem Sterbenden noch zu Hilfe. Als der Priester das Pferd zurückgeben wollte, schenkte es ihm der Graf. Friedrich Schiller hat die Sage in einer Ballade aufgegriffen. Peter Paul Rubens und Jan Wildens, Gemälde im Prado, haben die Szene gemalt.

### Rudolf von Habsburg und das Goldene Jagdmesser
Als dereinst Kaiser Friedrich bei der Limburg Rast machte, soll ihm im Traum Kaiser Karl der Große erschienen sein und zu ihm gesagt haben: "Schnell steige zur Burg empor, die Gräfin hat soeben einen Sohn geboren. Gib ihm als Patengeschenk dein goldenes Jagdmesser". Dies tat Friedrich sogleich und sagte zu den Eltern: "Wenn der Knabe zum erstenmal mit auf die Jagd geht dann gebt ihm dieses goldene Messer mit. Als Rudolf neun Jahre alt war durfte er erstmals mit zur Jagd. Unterwegs als er allein war fiel ihn ein großer Wolf an, doch als er das Messer zur Abwehr zog streckte bereits ein Pfeil das Tier nieder, erstaunt schaute sich Rudolf um und erblickte Kaiser Karl. Dieser sprach zu ihm: "Wenn die Spitze des Messers glüht dann suche mich wieder hier auf", so geschah es und Kaiser Karl unterrichtete nun Rudolf mit seiner Weisheit und sagte ihm wie die Herrschaft der Hohenstaufer bald untergehen werden. Noch ein drittes Mal vor dem Aufbruch zu einem Kreuzzug erschien ihm der Kaiser und sprach: "Noch einmal wirst du mich sehen, dann sind es noch 3 Tage bis zu deinem Tod". (Frei nacherzählt nach Max Rieple u. a.)

### Rudolf von Habsburg und die Wallfahrtskapelle zu Todtmoos

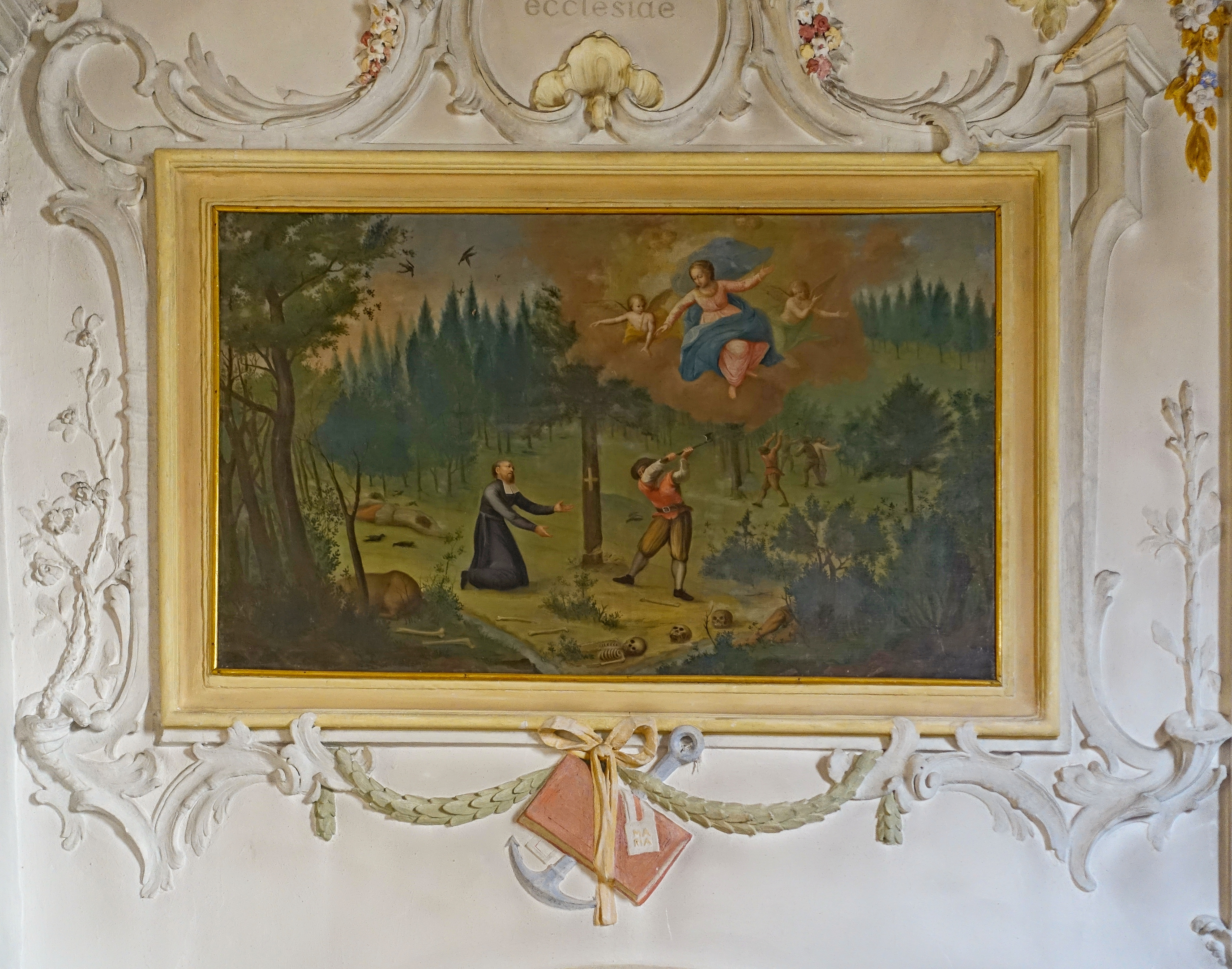
Wallfahrtskirche Todtmoos – Wandbild zur Gründungslegende

Im Jahr 1255 hatte der Priester Dietrich, der damals in Säckingen wohnte, viele Erscheinungen. Nichts wünschte er sich mehr als eine Kapelle zur Ehre Marias. Doch erst durch die Hilfe eines Fremden, der ihm die wilde Gegend an der Wehra zeigte, konnte er die Stätte mit viel Mühe roden. Noch immer aber wusste er den genauen Bauplatz für die Kapelle für die Muttergottes nicht. Da erschien sie ihm einstmals in einem Traum und sprach: Gehe zu dem Platz den man nennt den “Schönbühl”, und fälle die größte Tanne da wo ihr Wipfel hinfällt beginne zu bauen. So tat er und erbaute die Kapelle in Todtmoos. Nun fehlte es ihm jedoch noch an Spenden um die Kapelle zu erhalten und daselbst zu wohnen. So bat er den ihm vertrauten Rudolf von Habsburg um Hilfe. Dieser schenkte ihm daraufhin den großen Wald den man den “Jagheld” nannte und noch viele weitere Güter und Rechte. Bald musste die Kapelle vergrößert werden um alle Menschen zu fassen.

## Weblink
- Webseite auf Sagen.at: Rudolf von Habsburg in der volkstümlichen Überlieferung. Vortrag gehalten von Dr. Oswald Redlich im Verein für Landeskunde am 27. April 1918, anläßlich der 700. Wiederkehr des Geburtstages Rudolfs von Habsburg.